# الهه زمین
الهه زمین (انگلیسی: Earth goddess) خدای زمین است. الهه‌های زمین اغلب با خدایان دنیای مردگان مرتبط هستند.
کی (ایزدبانو) و ارورو الهه‌های زمین بین‌النهرین هستند. در اساطیر یونانی، زمین به صورت گایا (اسطوره)، مربوط به ترا (اساطیر) رومی، هندی پریتیوی / Bhūmi،ایرانی اَمشاسپَند اِسپندارمَد و غیره که به یک الهه مادر ردیابی شده‌است. " مکمل «پدر آسمانی» در دین نیاهندواروپایی. اساطیر مصر به‌طور استثنایی یک الهه آسمان (نوت) و یک خدای زمین (گب) دارد.